# اورتون لوپس
اورتون لوپس (پرتغالی: Éverton Lopes؛ زادهٔ ۸ اوت ۱۹۸۸) بوکسور اهل برزیل است.